# Josiah
Josiah ist ein männlicher Vorname. Es handelt sich um die englische Variante des Namens Josia, bzw. Josias. Der Name ist hebräischer Herkunft. Er setzt sich aus der Wurzel ’šh und dem theophoren Element יָהוּ jāhû zusammen: „der HERR heilt“, „der HERR pflegt“.

## Bekannte Namensträger
- Josiah Bartlett (1729–1795), britisch-US-amerikanischer Arzt und Politiker
- Josiah Begole (1815–1896), US-amerikanischer Politiker
- Josiah Abigail Patterson Campbell (1830–1917), Politiker der Konföderierten Staaten von Amerika
- Josiah Child (1630–1699), englischer Kaufmann, Ökonom und Merkantilist
- Josiah Latimer Clark (1822–1898), englischer Ingenieur
- Josiah Willard Gibbs (1839–1903), US-amerikanischer Physiker
- Josiah Gilbert (1814–1892), englischer Maler, Zeichner, Forschungsreisender und Kunstschriftsteller und Kunstkritiker
- Josiah Grout (1841–1925), US-amerikanischer Politiker
- Josiah Harlan (1799–1871), US-amerikanischer Reisender und Abenteurer
- Josiah Gilbert Holland (1819–1881), US-amerikanischer Schriftsteller
- Josiah Jamison (* 1982), US-amerikanischer Leichtathlet
- Josiah Harmar (1753–1813), Offizier in der Armee der Vereinigten Staaten
- Josiah Mwangi Kariuki (1929–1975), Politiker in Kenia
- Josiah McCracken (1874–1962), US-amerikanischer Leichtathlet und Chirurg
- Josiah Clark Nott (1804–1873), US-amerikanischer Arzt und Rassentheoretiker
- Josiah Quincy II (1744–1775), amerikanischer Rechtsanwalt
- Josiah Ritchie (1870–1955), britischer Tennisspieler
- Josiah Gordon Scurlock (1849–1929), US-amerikanischer Cowboy und Revolverheld
- Josiah Tattnall senior (* um 1764; † 1803), US-amerikanischer Politiker
- Josiah Thomas (1863–1933), australischer Politiker
- Josiah Warren (1798–1874), US-amerikanischer Sozialreformer, Musiker, Erfinder und Schriftsteller
- Josiah Wedgwood (Unternehmer, 1730), englischer Unternehmer